# Aeroportul Marudi
Aeroportul Marudi (IATA: MUR, ICAO: WBGM) este un aeroport din Marudi⁠(d), Marudi District⁠(d), Miri⁠(d), Sarawak, Malaysia ce deservește zona Marudi⁠(d). A fost numit după zona deservită.
Situat la o altitudine de 31 m, aeroportul dispune de o singură pistă. Este operat de Malaysia Airports⁠(d).